# Carex cranaocarpa
Carex cranaocarpa är en halvgräsart som beskrevs av Ernest Nelmes. Carex cranaocarpa ingår i släktet starrar, och familjen halvgräs. Inga underarter finns listade i Catalogue of Life.